# Alejandro Giammattei
Alejandro Eduardo Giammattei Falla (født 9. marts 1956 i Guatemala City) er en guatemalansk læge politiker, der var Guatemalas præsident fra 2020 til 2024.
Han er tidligere direktør for det guatemalanske fængselsvæsen og stillede også op ved Guatemalas præsidentvalg i 2007, 2011 og 2015.
Han vandt præsidentvalget i 2019 og tiltrådte som præsident 14. januar 2020.

## Karriere
Giammattei er uddannet læge ved Universidad de San Carlos de Guatemala.
Giammattei var koordinator for valgene i Guatemala i 1985, 1988 og 1990 hvor han opnåede national og international anerkendelse.
Han var kandidat til borgmesterposten i Guatemala City i 1999 og 2003. I 2007 var stillede han op som kandidat ved præsidentvalget i Guatemala for partiet Gran Alianza Nacional (GANA) og opnåede en tredjeplads. Ved præsidentvalget i 2011 stillede han for partiet Centro de Acción Social (Casa). Partiet blev efterfølgende nedlagt, og ved præsidentvalget i 2015 stillede han op for partiet Fuerza.
Giammattei blev i 2006 direktør for Guatemalas fængselssystem. Pavón-fængslet i udkanten af Guatemala City var da kontrolleret af fangerne, og Giammattei var med til planlægge en operation som skulle genetablere myndighedernes kontrol. Han blev efterfølgende siget for at have arrangeret henrettelsen af syv fanger under aktionen og arresteret i 2010. Han blev løsladt i 2011 efter at have være fængslet i 10 måneder fordi hans involvering i sagen ikke kunne bevises.

## Præsident
Giammattei var præsidentkandidat for partiet Vamos ved præsidentvalget i 2019. I første valgrunde 16. juni 2019 blev han nummer to med 13,95 % af stemmerne efter Sandra Torres, men vandt anden runde 11. august 2019 mellem de to med 57,96 % af stemmerne. Han tiltrådte 14. januar 2020 embedet som præsident for Republikken Guatemala og efterfulgte Jimmy Morales.

## Privatliv
Giammattei har været gift med Rosana Cáceres, og de har 3 børn. Han lider af multipel sklerose hvilket betyder at han går med krykker. Han har pacemaker som blev indsat på grund af at han led af alvorlig dehydrering da han var fængslet i 2010. Giammattei er katolik.